# Turduli
Turduli, starodavno keltibersko pleme iz Luzitanije, sorodno Luzitancem. Naseljeni so bili na jugu Portugalske, vzhodni provinci Alentejo in dolini reke Guardiana (Extremadura in Andaluzija). Njihovo glavno mesto je bil oppidum Ipolka, v rimskih časih poznan kot Obulcula, ki je verjetno istovetno  s sedanjo Porcuno v Jaénu. Njihov jezik naj bi se razlikoval od drugih iberskih jezikov.
Po pisanju Strabona v 1. stoletju pr. n. št. je starogrški pomorščak Piteas v 5. stoletju pr. n. št. zasedel ozemlje, ki je pripadalo Tartesom in je obsegalo dolino reke Baetis (Guadalquivir, Andaluzija, Španija).

## Vira
- M. P. García-Bellido (1995), Célticos y túrdulos en la Beturia según sus documentos monetales, Celtas y túrdulos: la Beturia, Cuadernos emeritenses 9, Mérida, str. 255-292.
- VV. AA., Celtas y túrdulos: la Beturia, Museo Nacional de Arte Romano de Mérida, Mérida, 1995.